# Liquid Tension Experiment (musikalbum)
Liquid Tension Experiment, släpptes 1998 av Magna Carta Records och är det första studioalbumet av den amerikanska progressiv metal-gruppen med samma namn. Samtliga låtar på albumet är instrumentala. Uppföljaren Liquid Tension Experiment 2 utkom året därpå, 1999.

## Låtförteckning
| Nr           | Titel                                   | Längd    |
| ------------ | --------------------------------------- | -------- |
| 1.           | "Paradigm Shift"                        | 8:54     |
| 2.           | "Osmosis"                               | 3:26     |
| 3.           | "Kindred Spirits"                       | 6:29     |
| 4.           | "The Stretch"                           | 2:00     |
| 5.           | "Freedom of Speech"                     | 9:19     |
| 6.           | "Chris and Kevin's Excellent Adventure" | 2:21     |
| 7.           | "State of Grace"                        | 5:01     |
| 8.           | "Universal Mind"                        | 7:53     |
| 9.           | "Three Minute Warning" (Part 1)         | 8:19     |
| 10.          | "Three Minute Warning" (Part 2)         | 4:02     |
| 11.          | "Three Minute Warning" (Part 3)         | 5:21     |
| 12.          | "Three Minute Warning" (Part 4)         | 4:20     |
| 13.          | "Three Minute Warning" (Part 5)         | 6:30     |
| Total längd: | Total längd:                            | 01:13:55 |

Allå låtar skrivna av Liquid Tension Experiment

## Medverkande
Liquid Tension Experiment
- Tony Levin – basgitarr, Chapman Stick
- Mike Portnoy – trummor, percussion
- John Petrucci – gitarr
- Jordan Rudess – keyboard

Produktion
- Liquid Tension Experiment – producent
- Paul Orofino – ljudtekniker
- Kosaku Nakamura – assisterande ljudtekniker
- Kevin Shirley – ljudmix
- Rich Alvy – assisterande ljudmix
- Leon Zervos – mastering